# 10 floréal
10 germinal 10 prairial
Le décadi 10 floréal, officiellement dénommé jour du râteau, est le 220e jour de l'année du calendrier républicain.
Elle correspond au 29e jour du mois d'avril dans le calendrier grégorien de l'an I à l'an XIII (de 1793 à 1805).